# Greg Foster (atleta)
Greg Foster, all'anagrafe Gregory (Chicago, 4 agosto 1958 – Maywood, 19 febbraio 2023), è stato un ostacolista statunitense, tre volte campione mondiale dei 110 metri ostacoli.

## Carriera
È l’unico ostacolista ad aver vinto tre edizioni consecutive dei Mondiali, quando le edizioni erano ogni quattro anni. Ha vinto dieci titoli statunitensi, quattro nei 110 m e sei indoor. Ha vinto la Coppa del mondo di atletica leggera 1981 e i Goodwill Games del 1986.
Il suo miglior risultato è il 13"03 realizzato a Zurigo, il 19 agosto 1981, quando finisce alle spalle di Renaldo Nehemiah (che portò quel giorno il record del mondo a 12"93). Nel gennaio 1990 fu sospeso per tre mesi per aver preso uno stimolante.

## Record nazionali

### Seniores
- 50 metri ostacoli indoor: 6"35 ( Rosemont, 27 gennaio 1985 -  Ottawa, 31 gennaio 1987)
- 60 metri ostacoli indoor: 7"36 ( Los Angeles, 16 gennaio 1987)

## Palmarès
| Anno | Manifestazione  | Sede         | Evento   | Risultato | Prestazione | Note |
| ---- | --------------- | ------------ | -------- | --------- | ----------- | ---- |
| 1983 | Mondiali        | Helsinki     | 110 m hs | Oro       | 13"42       |      |
| 1984 | Giochi olimpici | Los Angeles  | 110 m hs | Argento   | 13"23       |      |
| 1987 | Mondiali indoor | Indianapolis | 60 m hs  | Finale    | dq          |      |
| 1987 | Mondiali        | Roma         | 110 m hs | Oro       | 13"21       |      |
| 1991 | Mondiali indoor | Siviglia     | 60 m hs  | Oro       | 7"45        |      |
| 1991 | Mondiali        | Tokyo        | 110 m hs | Oro       | 13"06       |      |

## Campionati nazionali
- 5 volte campione nazionale dei 110 metri ostacoli (1981, 1983, 1986, 1987, 1991)
- 6 volte campione nazionale indoor dei 60 metri ostacoli (1983, 1984, 1985, 1987, 1988, 1991)

## Altre competizioni internazionali
1981
- Oro in Coppa del mondo ( Roma), 110 m hs - 13"32

1987
- Argento alla Grand Prix Final ( Bruxelles), 110 m hs - 13"36